# 现代乌克兰百科全书

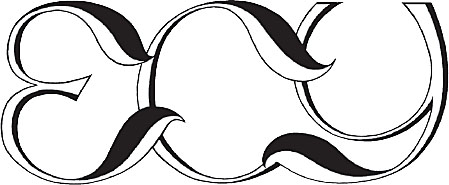
標誌

《现代乌克兰百科全书》（烏克蘭語：Енциклопедія Сучасної України）是乌克兰的一部多卷国家百科全书。其为乌克兰国家科学院百科全书研究所的学术项目。现今该百科全书有纸质和在线版本。
该书为从20世纪初至今的现代乌克兰提供了有关事件、机构、组织、活动、观念和人物的完整描述。其涵盖了乌克兰各领域，并为历史事件和人物提供了当前观点。

## 概論
伊万·久巴等知識份子在烏克蘭獨立前後，就開始有撰寫一部現代性國家百科全書的想法。當時他們認為，烏克蘭人需要重新認識自己、擺脫過去以蘇聯的意識形態角度，解讀烏克蘭人的歷史文化、同時還要肯定普遍的人類和民族價值觀。

## 纸质版
目前《现代乌克兰百科全书》紙本版第一版仍在規劃階段。初步決定全書共有30冊。目前進度為2022年出版的第24冊。目前，《现代乌克兰百科全书》為烏克蘭最全面的紙本版百科全書。百科全書的共同編輯有伊万·久巴、阿卡迪·茹科夫斯基、奧萊·羅曼尼夫、米科拉·熱勒茲尼亞克等人。鲍里斯·帕通等烏克蘭科學家也協助編輯編纂。由1,000多位專家撰寫，並由10位專業編輯修訂。
《现代乌克兰百科全书》在烏克蘭國家年度圖書評選中，多次名列前茅、獎項無數。2003年，它成為烏克蘭國家計劃「2002 年度人物」中「年度文化項目」類別的獲獎者。根據此前計劃，《现代乌克兰百科全书》會是未來烏克蘭國家科學院與舍甫琴科科學協會合作撰寫《烏克蘭通用百科全書》的基礎。

## 在线版
《现代乌克兰百科全书》在2014年10月上線。網站狀態為仍在「持續進行中」（亦即清單不完整的狀態）。所有內容均可免費取用。該網站是烏克蘭最受歡迎的網站，每月約有23.5萬獨立訪客、每年則超過280萬。網站文章皆以主題標記。線上格式也對使用者開發及時且相關的內容有所助益。網站訪客來自世界各地，但烏克蘭訪客占絕對性的主導地位。